# لور كوفرشم (باركشير)
لور كوفرشم (بالإنجليزية: Lower Caversham)‏ هي قرية تقع في المملكة المتحدة في جنوب شرق إنجلترا.